# Пелем-Бей-парк
Пе́лем-Бе́й-парк (англ. Pelham Bay Park) — парк на северо-востоке боро Бронкс, самый большой в Нью-Йорке.
На западе парк ограничен магистралью Хатчинсон-Ривер-Паркуэй, на севере — округом Уэстчестер, на юге — Уотт-авеню и магистралью Брукнер-Экспрессуэй; с востока парк омывается водами пролива Лонг-Айленд.

## История

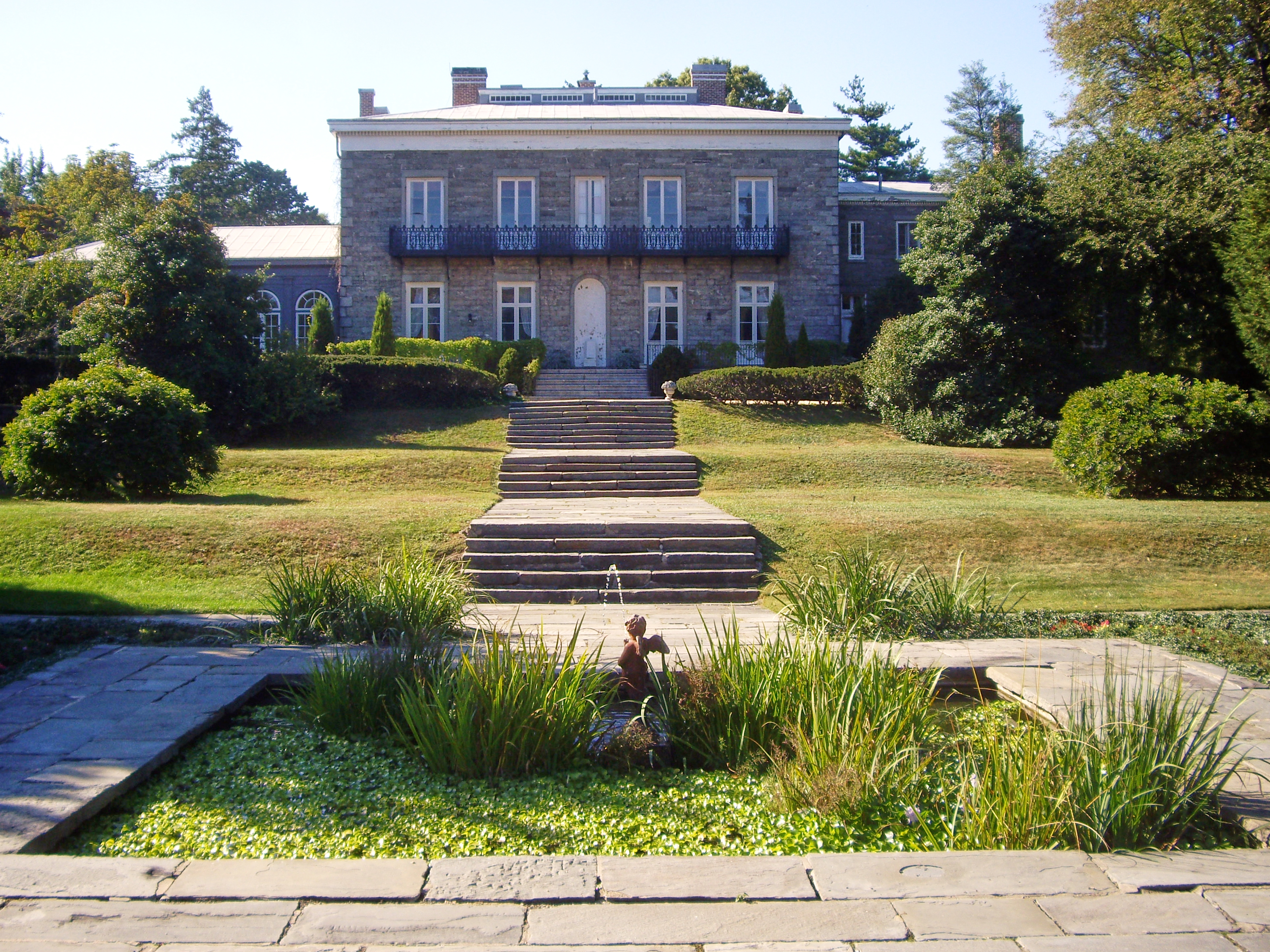
Особняк Бартоу-Пелл

Первым европейским владельцем земли, где ныне расположен парк, стал некий англичанин Томас Пелл. В 1654 году он выкупил у местных индейцев около 20 тысяч гектаров земель. Семья Пеллов со временем распродала большую часть владений. В 1836 году потомок Пелла Роберт Бартоу выкупил часть территории и в 1842 году построил на ней особняк.
В 1776 году на этой территории произошла битва между британской и гессенской пехотой под командованием Уильяма Хау с одной стороны и американскими войсками во главе с полковником Гловером — с другой. Хотя британцы и одержали тактическую победу, сражение позволило генералу Вашингтону увести основную часть войск от окружения на Манхэттене в Уайт-Плейнс.
В 1888 году, за 7 лет до вхождения Бронкса в состав Нью-Йорка, территория будущего парка была выкуплена легислатурой штата. В те годы на побережье будущего парка находилось множество особняков. Из них в наше время остался лишь один — Бартоу-Пелл. С 1974 года он входит в Национальный реестр исторических мест США.
Со временем инфраструктура парка расширялась. В нём было разбиты два поля для гольфа: «Пелем-Бей» в 1914 году и «Сплит-Рок» (англ. Split Rock) в 1936 году.
В середине 1930-х годов в парке был воплощён амбициозный проект авторства градостроителя Роберта Мозеса, во многом определившего современный облик Нью-Йорка. В рамках проекта был засыпан пролив между островом Хантер и полуостровом Родманс-Нек. Для этого с полуострова Рокавей в Куинсе было вывезено около 3 миллионов кубометров песка. К площади парка прибавилось 115 акров земли (около 47 гектаров). Стоимость работ составила 8 миллионов долларов. В 1937 году в парке был открыт общественный пляж Орчард.

## География

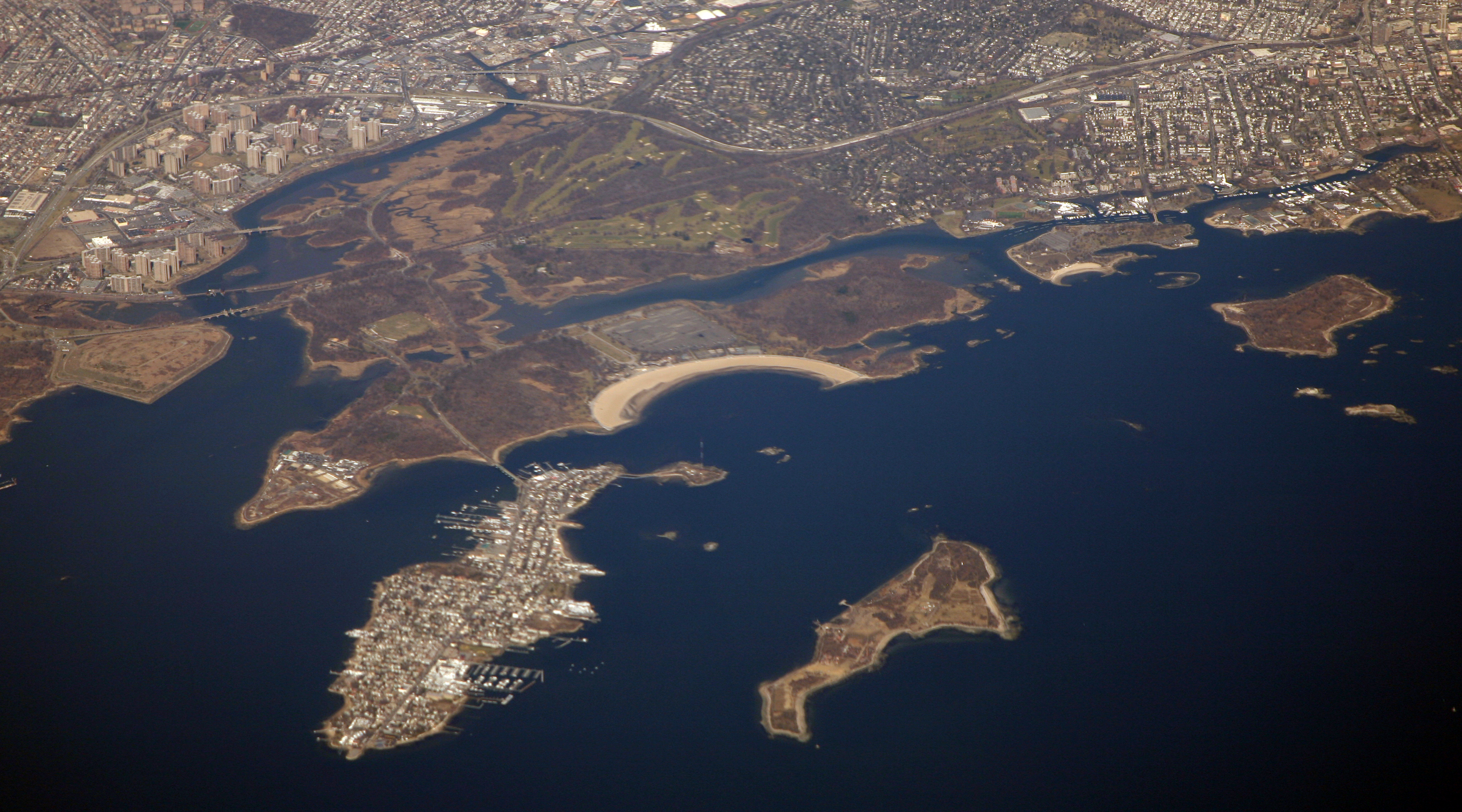
Аэрофотоснимок парка

Пелем-Бей-парк занимает площадь в 2764 акра (1120 гектаров), являясь самым большим парком Нью-Йорка и одним из самых больших в регионе. По площади его превосходит лишь Национальная рекреационная зона Гейтуэй, охватывающая север штата Нью-Джерси и отдельные районы Статен-Айленда и Бруклина.
Основными географическими особенностями парка являются остров Хантер, пляж Орчард и лагуна.

### Остров Хантер
Остров расположен на северо-востоке парка, вблизи пляжа Орчард. Своё название остров получил в честь Джона Хантера, умершего в середине XIX века. Его семья владела им на протяжении полувека.
Изначально площадь острова составляла 87 гектаров. В результате воплощения проекта Роберта Мозеса на острове открылся пляж Орчард и стоянка на 6800 автомобилей, купальни и променад. Особняк Хантера при этом был снесён. В 1967 году остров был объявлен зоологическим и геологическим заказником. Ныне в нём произрастают редкие породы дубов, а также такие виды, как гейхера и герань.

### Полуостров Родманс-Нек
Полуостров Родманс-Нек находится к югу от пляжа Орчард между заливом Истчестер и Сити-Айлендом. Своё название он получил по фамилии землевладельца Сэмюэла Родмана, жившего здесь в XVIII веке.
В начале XX века на Родманс-Неке были открыты купальни и обустроены зоны для пикников. Во время Первой мировой войны ВМС США использовали полуостров в качестве тренировочной площадки. На протяжении 1920-х годов Родманс-Нек снова начал использоваться в рекреационных целях. В начале 1930-х годов Полицейская академия Нью-Йорка проводила на юге полуострова летние тренировки. В конце того же десятилетия Родманс-Нек был соединен с островом Хантер, который, таким образом, стал полуостровом. В 1950 году на территории, занятой академией, были построены казармы армии США. Они простояли несколько лет, после чего в 1960 году академия обустроила на полуострове постоянное стрельбище.

### Пляж Орчард

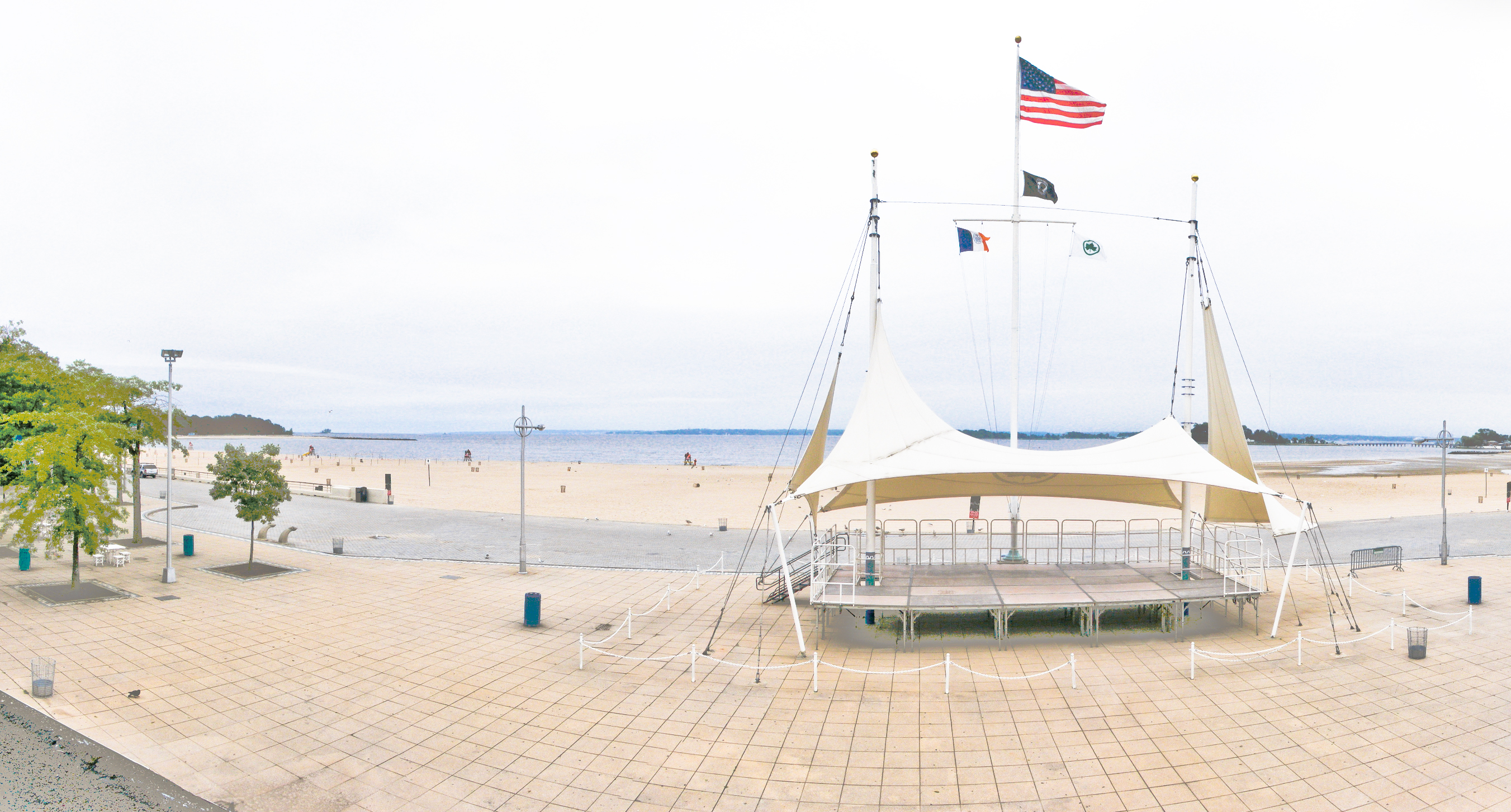
Пляж в июне 2009 года

В начале XX века территория, занятая ныне пляжем, стала популярным местом для кемпинга. Со временем здесь развилась своя инфраструктура, включавшая уборку улиц и вывоз мусора, пожарную службу и даже доставку льда.
Место приглянулось градостроителю Роберту Мозесу, решившему основать здесь в середине 1930-х годов городской пляж. В результате вдоль лагуны был выложен променад шириной около 15 и длиной около 430 метров.
Торжественное открытие пляжа состоялось 25 июля 1936 года. На нём побывало более 18 000 человек. Всего за первые выходные пляж принял более 50 000 отдыхающих.
В 1947 году в результате засыпания пролива между островами Хантер и Туин береговая линия лагуны и, соответственно, пляжа была значительно увеличена. Она составила около 1,8 км.
К 1970-м годам в результате недостаточного финансирования пляж пришёл в запустение. С 1980-х годов, однако, началось его восстановление. В середине 1990-х годов мэр Джулиани и президент Бронкса Фернандо Феррер приняли многомиллионную программу по развитию пляжа. В результате были восстановлены игровые зоны в южной и северной секциях и крытая веранда, открыты новые павильоны и купальни, проведено новое освещение.

### Лагуна
Лагуна Пелем-Бей-парка расположена между Родманс-Неком и бывшим островом Хантер. Свою современную форму она приобрела в результате воплощения проекта авторства Мозеса, в ходе которого лагуна лишилась множества островов.
В 1964 году в лагуне Пелем-Бей-парка проводились отборочные соревнования по академической гребле к Олимпиаде в Токио. Американские гребцы привезли из Японии две золотые и по одной серебряной и бронзовой медали.
В 2000 году с целью восстановления естественной барьерной среды лагуны мэр Нью-Йорка Джулиани выделил около полумиллиона долларов на восстановление её солончаков. В результате проведения работ экосистема лагуны значительно обогатилась.

### Прочие достопримечательности

#### Камень Гловера
Камень Гловера (англ. Glover's Rock) находится на подъезде к пляжу Орчард с западной стороны. До прихода европейцев индейцы использовали его в качестве естественного наблюдательного пункта. На этом месте 18 октября 1776 года проходил бой при Пеллс-пойнт.

#### Бронксский мемориал победы

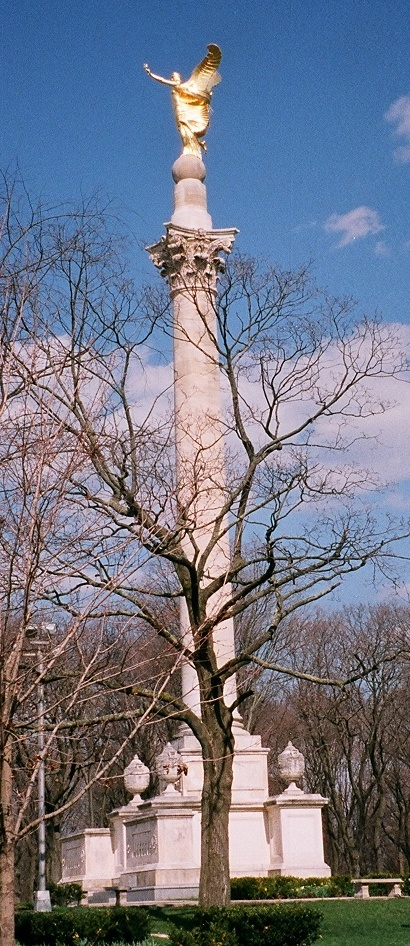
Мемориал победы

Мемориал установлен в 1933 году. Он посвящён 947 солдатам из Бронкса, отдавшим свои жизни в Первой мировой войне. Памятник спроектирован архитектором Джоном Шериданом и скульпторами Белль-Кинни и Леопольдом Шольц. Мемориал выполнен из известняка. Доминантой является коринфская колонна, которую венчает позолоченная фигура, выполненная в античном стиле.

#### Рассечённый камень

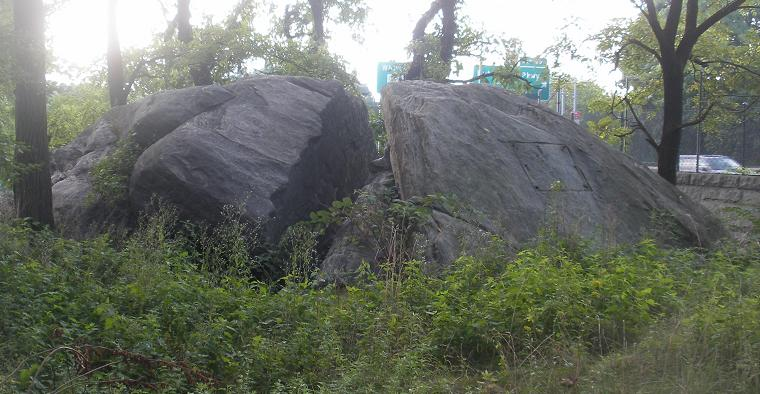
Рассечённый камень

Рассечённый камень (англ. Split rock) располагается в западной части парка около Заказника Томаса Пелла. Он представляет собой ледниковый валун. По преданию, в августе 1643 года во время атаки местных индейцев в расщелине этого камня пыталась найти убежище религиозная активистка Энн Хатчинсон со своей дочерью Сасанной. Энн выжить не удалось, но Сасанну пощадили, хотя и продержали в плену несколько лет.
Поблизости разбито одноимённое поле для гольфа.

#### Заказники
В Пелем-Бей-парке имеется два заказника: Заказник Томаса Пелла и Заказник острова Хантер. Их совокупная площадь составляет 489 акров (около 198 гектаров). Заказники представлены болотистой и лесистой местностью.
Заказник Томаса Пелла расположен в самой западной части парка. В 1963 году муниципальные службы начали свозить на эту территорию мусорные отходы. Свалка начала быстро разрастаться и начала было составлять конкуренцию полигону Фрешкиллс, но благодаря протестам местных жителей она была закрыта уже в 1966 году. И уже 11 октября 1967 года мэр Линдси подписал указ о создании здесь заказника. Среди животных, обитающих в Заказнике Томаса Пелла: еноты, цапли, ястребы, ибисы и койоты.
Заказник острова Хантер расположен на одноимённом полуострове, а также островах Туин, Кэт-Брайар и Ту-Трис. В нём имеется множество валунов, оставшихся после схода ледника 15 000 лет назад. Заказник замечателен своей уникальной для региона экосистемой.